# Пакистано-южнокорейские отношения
Пакистано-южнокорейские отношения относятся к двусторонним дипломатическим отношениям между Пакистаном и Южной Кореей. С 1980-х годов отношения между двумя азиатскими государствами улучшались и периодически укреплялись. У Пакистана есть посольство в Сеуле и у Южной Кореи есть посольство в Исламабаде.

## Торговые отношения
Двусторонняя торговля между двумя странами составляет около 1,1 миллиарда долларов США. Обе стороны выразили заинтересованность в дальнейшем продвижении торговых и инвестиционных отношений между двумя странами. KOTRA (Корейский торговый центр) играет жизненно важную роль в улучшении торговых отношений между Кореей и Пакистаном.

## Иммиграция
В 2005 году в Южной Корее проживало до 7000 пакистанцев.

## Двусторонние визиты
В ноябре 2003 года президент Пакистана Первез Мушарраф посетил с трехдневным официальным визитом Сеул. Несмотря на дружественные отношения Пакистана с Северной Кореей, Пакистан сохраняет прочную базу в Южной Корее, с большим количеством торговых соглашений с Южной Кореей и дружественным договором, подписанным обеими странами. В 2013 году премьер-министр Южной Кореи посетил Пакистан во время своего визита, было подписано много резолюций о сотрудничестве в области обороны, производства и экономического сотрудничества, а также науки и технологий с предоставлением гранта в размере 10 миллионов долларов для  SUPARCO.

## Корейские компании в Пакистане
Федеральный министр торговли Хуррам Дастгир посетил Южную Корею в июле 2015 года и обсудил двустороннюю торговлю и возможность заключения соглашения о свободной торговле.
Южная Корея согласилась предоставить кредит в 78 миллионов долларов на строительство туннеля на Малакандском перевале. ТЭО туннеля был подготовлен совместно Национальным управлением автомобильных дорог и южнокорейскими консультантами.

### Корейские компании, работающие в Пакистане
- DAEWOO
- KEPCO[11][12][13][14] (электрика)

National Transmission & Despatch Company Limited (NTDCL) и Корейская электроэнергетическая компания (KEPCO) подписали контракт на консультационные услуги по проектированию, проектированию и надзору за строительством линии электропередачи 500 кВ Дасу-Исламабад в феврале 2015 года.
Sambu Construction Co. Ltd, KEPCO инициировала проект строительства гидроэлектростанции BOI Mahl (500 мВт) на реке Мал, округ Баг, AJK в 2005 году. Он был основан на выработке электроэнергии на реке.
FOUNDATION POWER COMPANY DAHARKI LIMITED (FPCDL) заключила соглашение с KEPCO KPS Plant Services and Engineering Company Limited из Южной Кореи на эксплуатацию и техническое обслуживание. В феврале 2009 года была начата эксплуатация и техническое обслуживание когенской электростанции Дахарки.
В 2008 году делегация консорциума KEPCO и DOOSAN Республики Корея прибыла в Исламабад с очень привлекательным предложением участвовать в проектах по выработке электроэнергии, но реакция правительства была умеренной. Спустя три года Doosan и Kepco в консорциуме с другими корейскими инвесторами возобновили свое предложение на встрече с премьер-министром Юсуфом Раза Гилани 21 января 2011 года.
Корейская компания M / s Sambu Construction Co.Ltd, Korea Midland Power Company Limited (KOMIPO) и Korea Electric Power Corporation (KEPCO) проявили интерес к строительству гидроэлектростанции Taunsa Barrage (120 МВт) на основе BOT со 100-процентным финансированием в размере 300 миллионов долларов США. Ноябрь 2008.
В сентябре 2002 года KEPCO проявила интерес к реабилитации, эксплуатации, техническому обслуживанию и управлению (ROMM) угольной электростанции Lakhra мощностью 150 МВт, работающей на сжигании в псевдоожиженном слое, недалеко от Ханоте в районе Джамшоро, Синд. Никакого интереса со стороны правительства Пакистана не было замечено.
Во время визита главного министра провинции Синд в Южную Корею в 2011 году был подписан меморандум о взаимопонимании по выработке 2000 МВт ветровой энергии с Корейской южной энергетической компанией.
- Mira Power Limited - это компания специального назначения, созданная для проектирования, строительства, владения, эксплуатации и технического обслуживания Гулпурской гидроэлектростанции мощностью 100 МВт в соответствии с Политикой правительства Пакистана в отношении энергетических проектов 2002 года, принятой в Азад Джамму и Кашмир. Mira Power Limited является дочерней компанией Korea South East Power Co. Ltd (KOSEP)[18], которая является дочерней компанией, полностью принадлежащей Korea Electric Power Corporation (KEPCO). Акционерами проекта являются КОСЕП[19] (76%), ДАЭЛИМ (18%), ЛОТТЕ (6%).

Проект Гулпурской гидроэлектростанции: 15 октября 2015 года компания Mira Power начала строительство гидроэлектростанции Гулпур мощностью 102 МВт в Котли, Азад, Джамму и Кашмир.
Проект Котлинской ГЭС, Котлинский район, река Пунч, AJK. В мае 2015 года Азиатский банк развития (АБР) заявил, что предоставит кредит в размере 65 миллионов долларов США южнокорейской компании Mira Power Limited для строительства и эксплуатации. [25] Планируемое завершение - март 2019 года.

## Технологический парк программного обеспечения в Исламабаде
21 марта 2017 года в Исламабаде было подписано соглашение между Министерством информационных технологий и Korea Exim Bank о ссуде в размере 10 миллиардов рупий для первого в Пакистане парка новейших информационных технологий.